# José González (ur. 1995)
José Manuel González Galindo (ur. 14 stycznia 1995 w Iguali) – meksykański piłkarz występujący na pozycji bramkarza.